# Last One Standing
Last One Standing è il singolo di debutto del gruppo musicale pop britannico Girl Thing, pubblicato il 10 luglio 2000 dall'etichetta discografica RCA.
La canzone, scritta da Kennedy, Percy, Merrill, le Girl Thing e Lever, viene successivamente inserita nell'album di debutto del gruppo, l'eponimo Girl Thing, pubblicato l'anno dopo.

## Tracce
CD-Maxi (RCA 74321 770 362 (BMG) / EAN 0743217703622)
1. Last One Standing - 3:40
2. Extraordinary Love - 3:55
3. Summer Daze - 3:57
4. Exclusive Audio Interview

- Extras: Last One Standing (Video)

## Classifiche
| Classifica (2000) | Posizione raggiunta |
| ----------------- | ------------------- |
| Regno Unito       | 8                   |
| Paesi Bassi       | 11                  |
| Irlanda           | 16                  |
| Belgio (Vallonia) | 17                  |
| Australia         | 17                  |
| Belgio (Fiandre)  | 18                  |
| Svezia            | 24                  |
| Germania          | 82                  |